# Tipula (Lunatipula) theia
Tipula (Lunatipula) theia is een tweevleugelige uit de familie langpootmuggen (Tipulidae). De soort komt voor in het Palearctisch gebied.